# Preveza (stad)
Preveza (Grieks: Πρέβεζα) is sedert 2011 een fusiegemeente (dimos) in de Griekse bestuurlijke regio (periferia) Epirus.
De drie deelgemeenten (dimotiki enotita) van de fusiegemeente zijn:
- Louros (Λούρος)
- Preveza (Πρέβεζα) , met het dorpje Nikopolis
- Zalongo (Ζάλογγο)

## Geschiedenis
Op 2 september 31 v.Chr. werd vlak voor de kust, op een paar kilometer afstand van de huidige stad, de slag bij Actium uitgevochten.
In 1538 vond voor de kust de Zeeslag bij Preveza plaats. De Ottomaanse vloot vernietigde de vloot van de Heilige Liga (1538), die onder bevel stond van admiraal Doria.
Preveza was onder de Italiaanse naam Prevesa, deel van de Republiek Venetië van 1717 tot 1797. Prevesa behoorde dan bestuurlijk onder de Venetiaanse Ionische Eilanden.

## Geboren
- Athanasía Tsoumeléka (2 januari 1982), snelwandelaarster
- Giannis Bouzoukis (27 maart 1998), voetballer